# Армированная клейкая лента

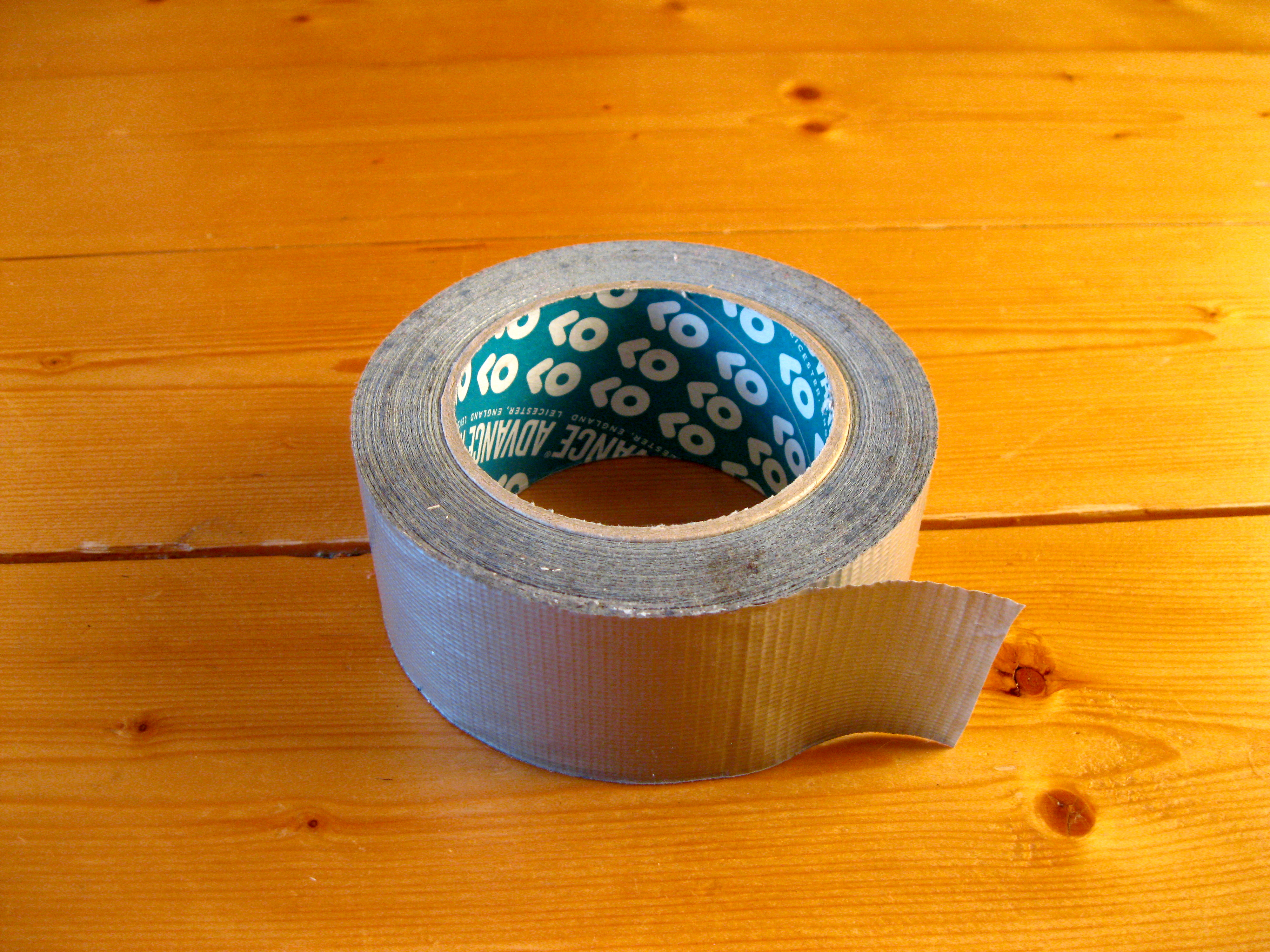
Армированная клейкая лента

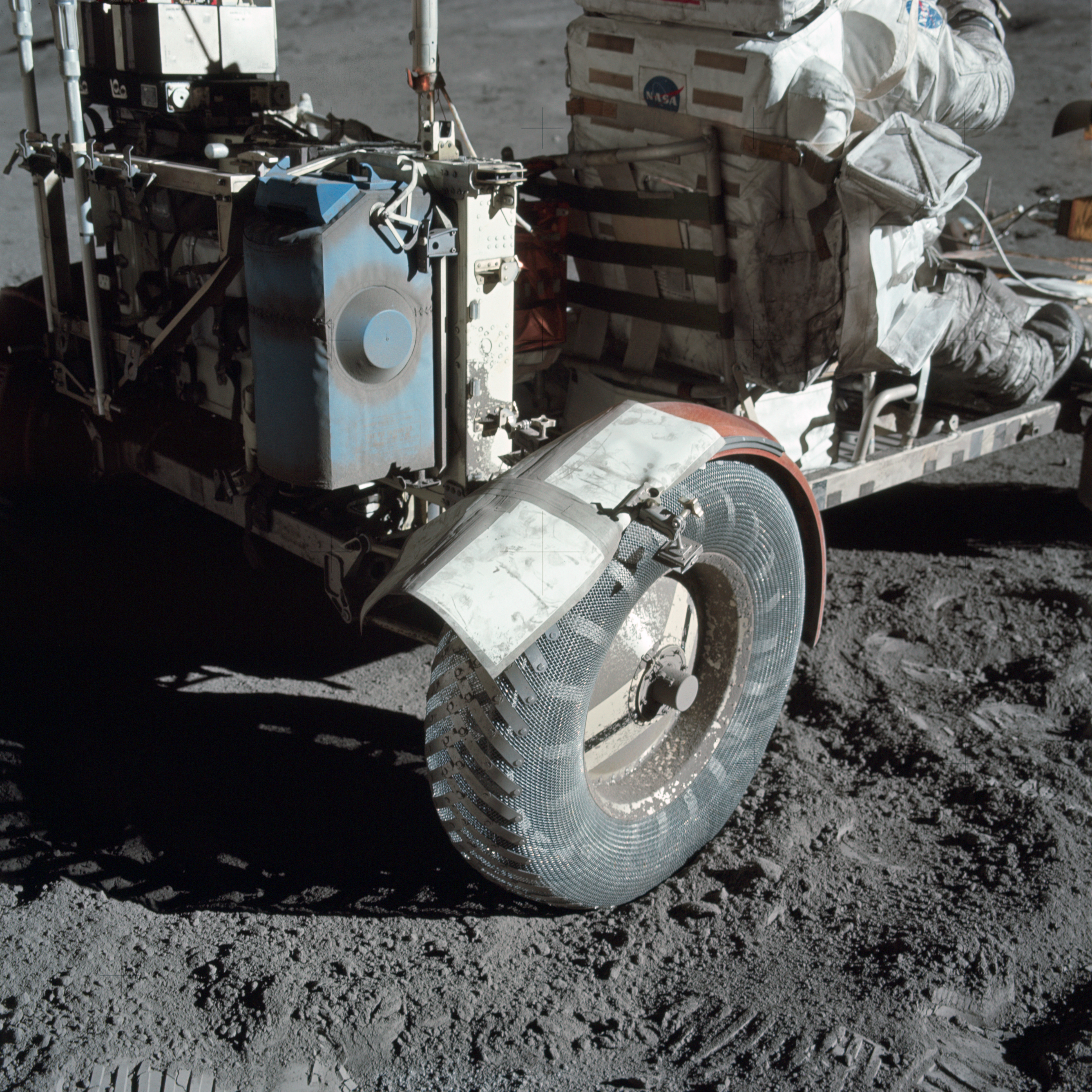
Расширение крыла колеса для защиты от лунной пыли, импровизированное с помощью армированной клейкой ленты во время миссии Аполлон-17.

Армированная клейкая лента (англ. duct tape или duck tape) — клейкая лента, обычно серебряного или чёрного цвета, на основе хлопка, полиэстера, нейлона, вискозы или сетчатой ткани из стекловолокна для обеспечения прочности. Была разработана в 1942 году компанией Revolite (совр. Permacel) для военных нужд. Первоначально изготавливалась из специальной хлопковой ткани (так называемой утиной ткани) и клея на основе каучука. В процессе современного производства, тонкую газовую ткань, называемую «сеткой», ламинируют на подложку из полиэтилена низкой плотности (LDPE). Цвет полиэтилена обеспечивается различными пигментами; серебряный цвет ленты получается от смешения порошкообразного алюминия с LDPE. Распространены две ширины ленты: 48 мм и 51 мм.

## Применение
- ремонт различных деформированных или поврежденных поверхностей
- ремонт резиновых изделий (например, шлангов)
- защита проводов
- обвязка тары и тяжелых грузов для транспортировки
- запечатывание ящиков из картона
- сантехнические работы
- ремонт вентиляционных труб
- срочный ремонт одежды и обуви
- склеивание стыков напольных покрытий
- соединение деталей и предметов
- разнообразные поделки[3]

## В популярной культуре
Герои научно-популярной передачи «Разрушители легенд» в серии Duct Tape Island пытаются выжить на необитаемом острове используя только армированную клейкую ленту.